# Gartenbaukino

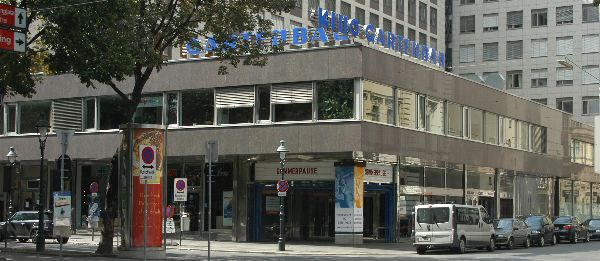
Das Gartenbaukino am Parkring (2007)

Das Gartenbaukino ist ein Kino an der Wiener Ringstraße im Gartenbauhochhaus (zwischen Palais Coburg und Stadtpark). Das 1919 eröffnete und 1960 am selben Standort neu errichtete Kino ist eines der ältesten und letzten noch betriebenen Einsaalkinos der Stadt. Das beliebte Premierenkino mit einem Fassungsvermögen von 736 Besuchern und einer Großleinwand ist seit 1973 zudem Hauptschauplatz des Viennale-Filmfestivals.
Im Jahr 2006 zählte das Kino rund 91.000 Besucher, von denen jeweils die Hälfte auf den Normalbetrieb bzw. auf Sonderveranstaltungen entfielen.
Vom März bis Herbst 2021 lief "Gartenbaustelle", bei der das Kino sanft zum Design von 1960 zurückgeführt und dabei die Haustechnik modernisiert wurde. Von den geplanten Umbaukosten von 3,36 Mio. Euro trugen 2 Mio. die Stadt Wien und 0,6 Mio. der Bund. 200.000 Euro sollte eine Crowdfunding-Kampagne erbringen, die auch Sesselpatenschaften mit einer Namensplakette anbot.

## Geschichte

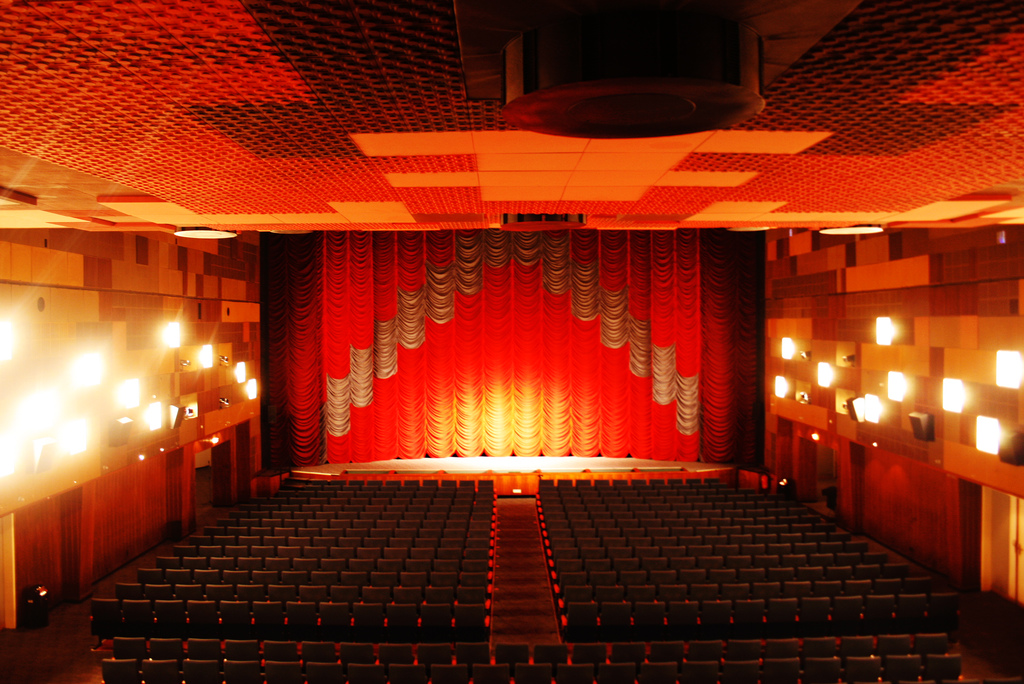
Saal des Gartenbaukinos

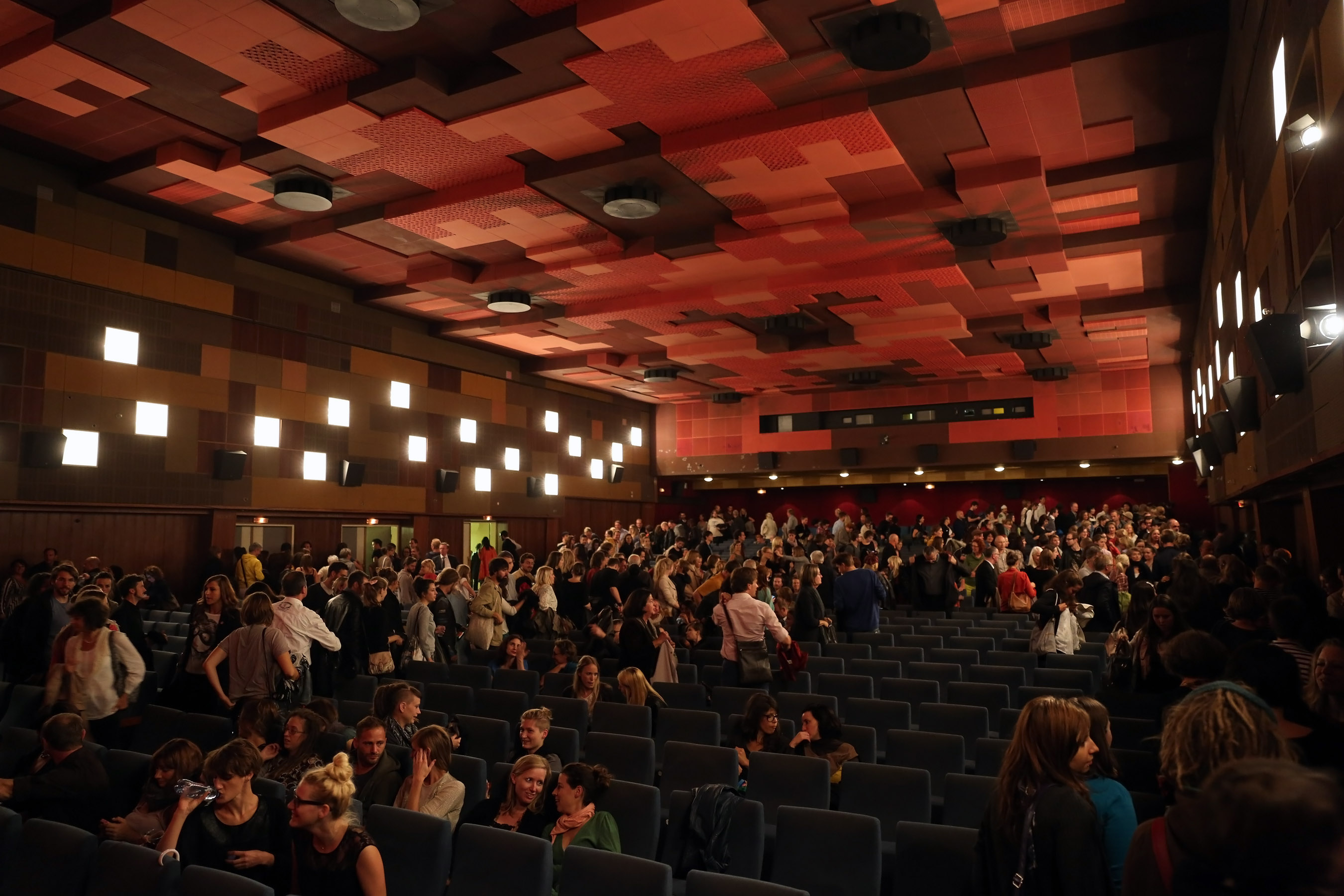
Saal des Gartenbaukinos

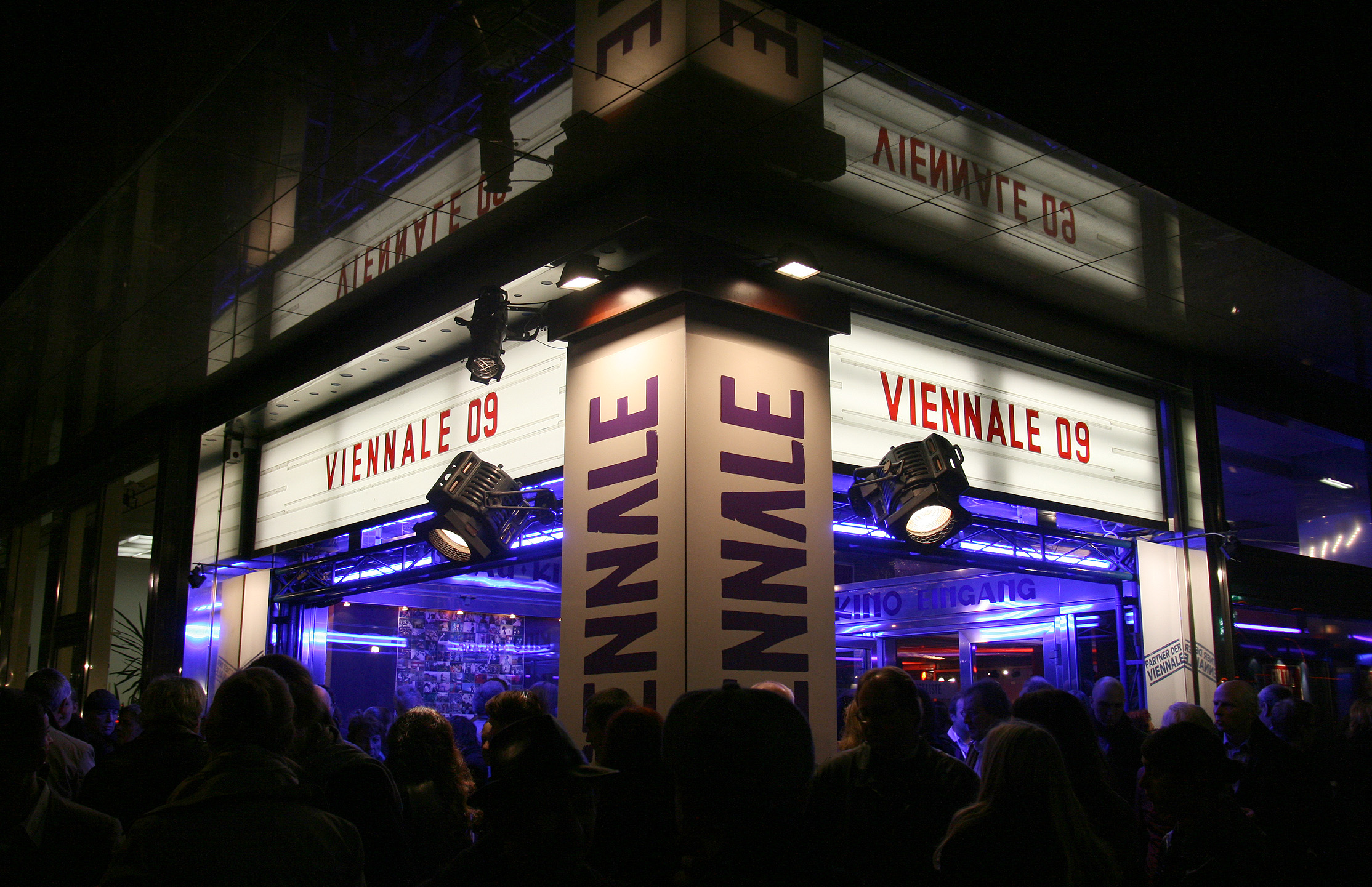
Eröffnungsabend der Viennale 2009

Das Kino wurde am 19. Oktober 1919 unter der Leitung Ludwig Domanskys mit Kolumbus entdeckt Amerika eröffnet. Es verdankt seinen Namen der k.u.k. Gartenbau-Gesellschaft, in deren ehemaligem Ausstellungssaal das Kino mit damals 639 Plätzen eingerichtet wurde. Bis heute ist die Österreichische Gartenbau-Gesellschaft Eigentümerin des Kinos. Von 1919 bis 1926 hatte Domansky gemeinsam mit dem Verein „Gesellschaft vom Silbernen Kreuz“, der zuvor das „Kreuz Kino“ in der Wollzeile 17 betrieben hatte, die Lizenz zum Betreiben eines Kinos. Ab 1926 verfügte die Gartenbau-Gesellschaft über die Kinolizenz. Betreiberin des Kinos war mittlerweile Marianne Domansky, die Witwe Ludwig Domankys. Das Fassungsvermögen des Kinos wurde von 477 im Jahre 1922 schrittweise auf rund 500 Plätze im Jahr 1934 erhöht.
Das Kino wurde zum Ort zahlreicher Premieren mit prominenten Gästen. So führte etwa 1936 die Premiere von Opernring zu einem regelrechten Massenauflauf, als der berühmte Opernsänger und Hauptdarsteller Jan Kiepura wie im Film vor dem Kino auf dem Dach eines Autos seine Arien sang.
Nach dem Zweiten Weltkrieg übernahm die Kinobetriebsanstalt KIBA die Lizenz und führte das Kino weiter.
Lange Zeit verfügte das Gartenbaukino über die größte Filmleinwand der Stadt Wien. In den 1950er Jahren zählte das Kino neben dem Apollo, Weltspiegel und Tabor zu den Kinos, die Filme im Breitbildformat zeigten. Es war das erste Kino, welches mit einer Cinemascope-Leinwand und entsprechender Apparatur ausgestattet wurde.
Zwischen 1959 und 1962 wurden die gesamten Gartenbaugründe neu gestaltet. Auch das Gartenbaugebäude, in dem sich das Kino bis dahin befand, wurde abgerissen und durch das Gartenbauhochhaus ersetzt. Robert Kotas, "Hausarchitekt" der Kinobetriebsanstalt Kiba, wurde mit der Gestaltung und Errichtung des neuen Gartenbaukinos betraut. 1960 wurde das Gartenbaukino mit einem Fassungsvermögen von nunmehr 900 Personen neu errichtet. Die Premiere fand am 19. Dezember 1960 mit dem Film “Spartacus” (Regie: Stanley Kubrick) statt, anwesend waren unter anderem der Hauptdarsteller Kirk Douglas und seine Frau Anne Buydens.
Das Kino war von Anfang an als das modernste Kino Wiens konzipiert. Es verfügte als erstes Kino in Österreich über die Möglichkeit, 70-mm-Filme zu spielen, und war in weiterer Folge auch das erste und einzige Kino mit einer Cinerama-Leinwand. Es blieb auch in den kommenden Jahren eines der klassischen Wiener „Premierenkinos“. Der Film Schindlers Liste hatte hier im Jahr 1994 in Anwesenheit des Regisseurs Steven Spielberg seine Europa-Premiere.
Nach der Schließung des Forum-Kinos im Jahr 1973 wurde das Gartenbaukino Hauptspielort des Filmfestivals Viennale.
Im Jahr 2002 musste die Kinobetreiberin KIBA Konkurs anmelden. Die Viennale übernahm daraufhin mit Unterstützung der Stadt Wien das Kino und betreibt es seither mit der eigens gegründeten Gesellschaft „Entuziasm Kinobetriebs GesmbH“ mit Norman Shetler als Geschäftsführer. Argumente für die Erhaltung des Kinos wurden in der Tatsache gesehen, dass das Kino das letzte große Premierenkino in zentraler Lage war, sowie in der modernen und großzügigen Architektur des Gebäudes, „die einen wesentlichen Moment der urbanen Kultur“ symbolisiere. Auch als Veranstaltungsort für Galavorstellungen, Sonderfilmreihen, Konzerte und kommerzielle Vermietung sollte das Kino von nun an wahrgenommen werden, nicht zuletzt um die Finanzierung und den Fortbestand des Kinos zu unterstützen.
2021 erfolgte erstmals eine Sanierung des Gebäudes. Für das Sanierungskonzept zeichnete das Architekturbüro von Manfred Wehdorn verantwortlich, die Arbeiten dauerten sieben Monate, die Kosten betrugen rund 3,36 Mio. Euro. Davon trug die Stadt zwei Millionen Euro, von Bundesseite wurde das Projekt mit 600.000 Euro unterstützt. Weitere 260.000 Euro wurden mit einem Crowdfunding-Projekt in Form von Sesselpatenschaften beschafft.
Am 16. September 2022 fand im Gartenbaukino die Verleihung der Branchenpreise der Romyverleihung 2022 statt.

## Denkmalschutz
Im Jahr 2018 wurde das Gartenbaukino unter Denkmalschutz gestellt. Im Bescheid des österreichischen Bundesdenkmalamts heißt es: „Als einzigem erhaltenen Großraum- und Einsaal-Premierenkino in Wien aus der Zeit um 1960 und Veranstaltungsort der Viennale sowie als eine der wenigen gut erhaltenen Freizeit-Architekturen der Nachkriegsmoderne in Wien und in Österreich kommt dem Objekt als Dokument der Freizeitkultur dieser Zeit besondere Bedeutung zu“.